# 는캄군
는캄군은 차이낫주의 행정 구역이다. 이 지역의 총 인구 수는 2008년 기준으로 17371명이다. 인구 밀도는 64.6km2이다.

## 행정 구역
| 번호 | 지명         | 태국어 지명 | 인구 |       |
| ---- | ------------ | ----------- | ---- | ----- |
| 1.   | Noen Kham    | เนินขาม      | 19   | 6,355 |
| 2.   | Kabok Tia    | กะบกเตี้ย     | 15   | 5,523 |
| 3.   | Suk Duean Ha | สุขเดือนห้า    | 14   | 5,493 |

1. ↑  “Population statistics 2008”. Department of Provincial Administration. 2012년 8월 19일에 원본 문서에서 보존된 문서.